# كلخ نابلسي
الكلخ النابلسي (باللاتينية: Ferula samariae) نوع نباتي يتبع جنس الكلخ من الفصيلة الخيمية.

## الموئل والانتشار
النبات واطن في بلاد الشام.